# Жигулі (Вікуловський район)
Жигулі́ (рос. Жигули) — село у складі Вікуловського району Тюменської області, Росія.
Населення — 62 особи (2010, 96 у 2002).
Національний склад станом на 2002 рік:
- росіяни — 99 %